# Giải vô địch bóng đá nữ U-19 châu Á 2007
Giải vô địch bóng đá nữ U-19 châu Á 2007 diễn ra tại Trùng Khánh, Trung Quốc từ 6 tới 16 tháng 10 năm 2007. Ba đội đứng đầu giành quyền tham dự Giải vô địch bóng đá nữ U-20 thế giới 2008.

## Vòng bảng
Giờ thi đấu là Giờ chuẩn Trung Quốc.

### Bảng A
| Đội               | Đ | Tr | T | H | B | BT | BB | HS  |
| ----------------- | - | -- | - | - | - | -- | -- | --- |
| CHDCND Triều Tiên | 9 | 3  | 3 | 0 | 0 | 8  | 2  | +6  |
| Nhật Bản          | 6 | 3  | 2 | 0 | 1 | 10 | 3  | +7  |
| Úc                | 3 | 3  | 1 | 0 | 2 | 3  | 4  | −1  |
| Myanmar           | 0 | 3  | 0 | 0 | 3 | 1  | 13 | −12 |

| CHDCND Triều Tiên                                        | 3–0 | Myanmar |
| -------------------------------------------------------- | --- | ------- |
| Ra Un-Sim 44' · Ri Un-Hyang 50' (ph.đ.) · Cha Hu-Nam 65' |     |         |

| Nhật Bản | 1–0 | Úc |
| -------- | --- | -- |
| Kira 21' |     |    |

| Myanmar | 0–8 | Nhật Bản                                                                  |
| ------- | --- | ------------------------------------------------------------------------- |
|         |     | Ataeyama 11' · Nakade 37', 44', 73' · Tanaka 48' · Yamazaki 50', 67', 77' |

| Úc               | 1–2 | CHDCND Triều Tiên                      |
| ---------------- | --- | -------------------------------------- |
| Butt 13' (ph.đ.) |     | Cha Hu-Nam 41' · Ra Un-Sim 83' (ph.đ.) |

| CHDCND Triều Tiên                                | 3–1 | Nhật Bản     |
| ------------------------------------------------ | --- | ------------ |
| Cha Hu-Nam 26' · Ra Un-Sim 62' · Ri Jong-Sim 70' |     | Ataeyama 16' |

| Úc                     | 2–1 | Myanmar        |
| ---------------------- | --- | -------------- |
| Connor 33' · Simon 53' |     | Mu Mu Lwin 32' |

### Bảng B
| Đội               | Đ | Tr | T | H | B | BT | BB | HS  |
| ----------------- | - | -- | - | - | - | -- | -- | --- |
| Hàn Quốc          | 7 | 3  | 2 | 1 | 0 | 10 | 2  | +8  |
| Trung Quốc        | 7 | 3  | 2 | 1 | 0 | 8  | 1  | +7  |
| Thái Lan          | 3 | 3  | 1 | 0 | 2 | 3  | 5  | −2  |
| Đài Bắc Trung Hoa | 0 | 3  | 0 | 0 | 3 | 0  | 13 | −13 |

| Hàn Quốc                                                                                               | 6–0 | Đài Bắc Trung Hoa |
| --- | --- | ----------------- |
| Lo Huei-Tzu 2' (l.n.) · Kwon Hah-Nul 17' · Yoo Young-A 44' · Jung Hae-In 52, 73' · Park Youn-Jeong 63' |     |                   |

| Trung Quốc                         | 2–0 | Thái Lan |
| ---------------------------------- | --- | -------- |
| Peangthem 76' (l.n.) · Châu Vi 88' |     |          |

| Thái Lan          | 1–3 | Hàn Quốc                               |
| ----------------- | --- | -------------------------------------- |
| Srangthaisong 19' |     | Yoo Young-a 29', 90' · Jung Hae-In 76' |

| Đài Bắc Trung Hoa | 0–5 | Trung Quốc                                                         |
| ----------------- | --- | ------------------------------------------------------------------ |
|                   |     | Lưu Thụ Khôn 13' · Lý Văn 24' · Mã Tự Tường 28', 66' · Châu Vi 63' |

| Thái Lan                | 2–0 | Đài Bắc Trung Hoa |
| ----------------------- | --- | ----------------- |
| Romyen 8' · Chawong 60' |     |                   |

| Trung Quốc      | 1–1 | Hàn Quốc        |
| --------------- | --- | --------------- |
| Mã Hiểu Húc 41' |     | Jung Hae-In 80' |

## Vòng đấu loại trực tiếp

### Bán kết
| Hàn Quốc          | 0–0 | Nhật Bản |
| ----------------- | --- | -------- |
|                   |     |          |
| Loạt sút luân lưu |     |          |
|                   | 5–6 |          |

| CHDCND Triều Tiên                                        | 4–1 | Trung Quốc            |
| -------------------------------------------------------- | --- | --------------------- |
| Ryom Su-Ok 6' · Hwang Song-Mi 36' · Ri Ye-Gyong 47', 86' |     | Nguyễn Tiểu Thanh 76' |

### Tranh hạng ba
| Hàn Quốc | 0–1     | Trung Quốc            |
| -------- | ------- | --------------------- |
|          | Báo cáo | Nguyễn Tiểu Thanh 77' |

### Chung kết
| CHDCND Triều Tiên | 1–0     | Nhật Bản |
| ----------------- | ------- | -------- |
| Ra Un-sim 22'     | Báo cáo |          |